# Jan Brzękowski
Jan Brzękowski, ps. Jan Bereta, Jan Jarmott (ur. 18 grudnia 1903 w Nowym Wiśniczu, zm. 3 sierpnia 1983 w Paryżu) – polski poeta, pisarz i teoretyk sztuki, w szczególności poezji.

## Życiorys
Brzękowski uczęszczał do gimnazjum w Nowym Sączu i w Bochni. Absolwent filologii polskiej i farmacji na UJ. Uzyskał w 1927 roku
stopień doktora za rozprawę pt. Legenda Don Juana i jej wpływ na literaturę polską. Studiował także na Sorbonie i w paryskiej École du Journalisme. Uczestnik plebiscytu na Śląsku w 1920 roku. Debiutował w 1921 roku na łamach „Gazety Literackiej” jako poeta. W 1922 związany był z grupą młodych poetów krakowskich, określających się jako negatywiści. W 1925 roku wydał pierwszy tomik poezji Tętno drukowany w „Zwrotnicy”. Redagował czasopismo „Linia”. Działał w kręgu awangardy krakowskiej. Współtworzył grupę artyści rewolucyjni.
W 1928 roku wyjechał do Francji. W latach 1929–1930 redaktor dwujęzycznego pisma „L’Art Contemporain – Sztuka Współczesna”. Pisał poezję w języku francuskim, wydając kilka tomików ilustrowanych przez Hansa Arpa i M. Ernsta i Fernanda Légera. W latach 1937–1940 był szefem biura prasowego Ambasady RP, działał w czasie wojny w zarządzie Polskiego Czerwonego Krzyża w Vichy, uczestniczył we francuskim ruchu oporu w latach 1940–1944. W 1940 roku ożenił się z rzeźbiarką Suzanne de Lamer. W latach 1944–1945 był attaché prasowym Ambasady RP. Od 1946 do 1964 roku był dyrektorem uzdrowiska i hotelu w Amélie-les-Bains, gdzie również mieszkał. Od 1964 roku przebywał w Paryżu. W 1979 odnowił po 50 latach dyplom doktorski na UJ. Publikował m.in. w czasopismach emigracyjnych „Kultura”, „Wiadomości”, „Oficyna Poetów” i krajowych „Twórczość”, „Tygodnik Powszechny”, „Życie Literackie”, „Miesięcznik Literacki”, „Poezja”

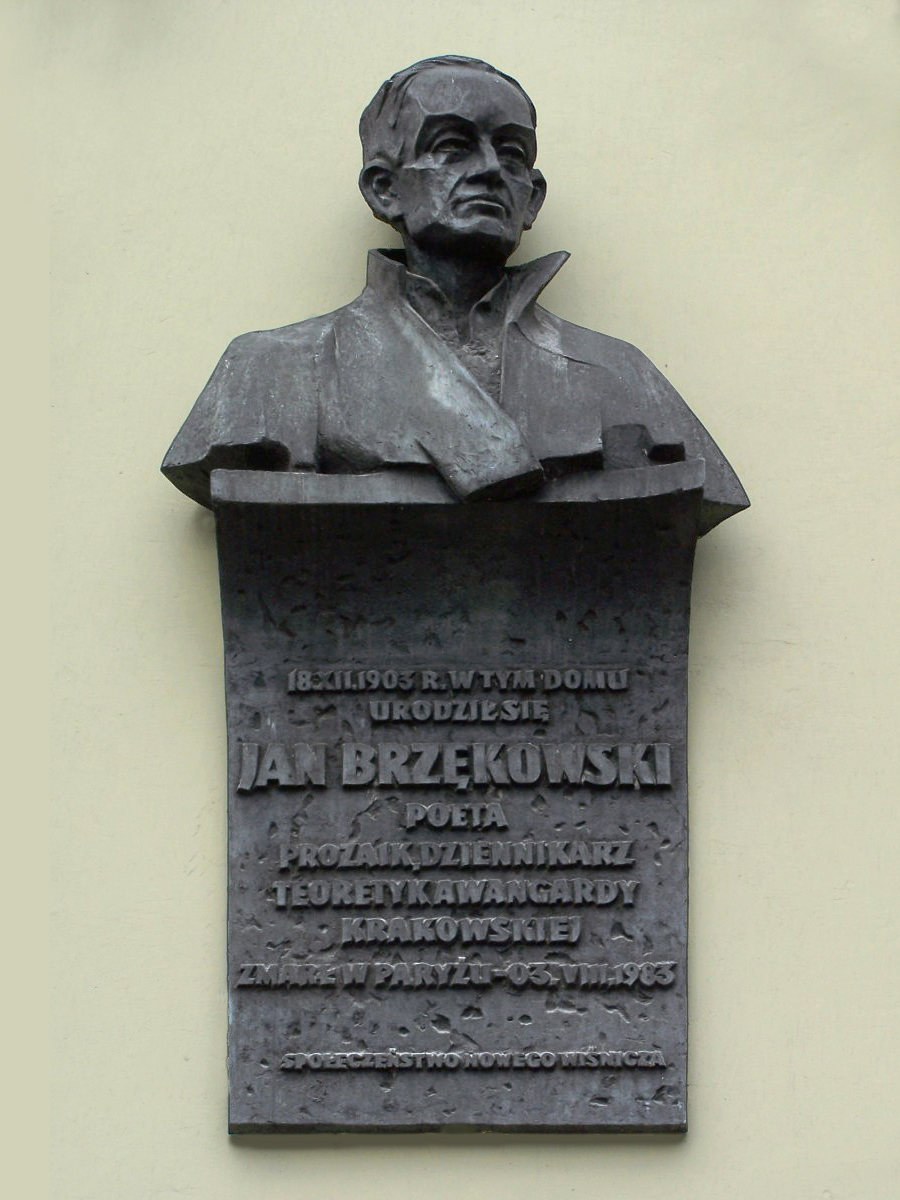
popiersie Jana Brzękowskiego na budynku UG w Nowym Wiśniczu

## Dzieła

### Poezja
- Tętno, 1924;
- Na katodzie, 1929 (1928 w stopce redakcyjnej);
- W drugiej osobie, 1933;
- Zaciśnięte dookoła ust, 1936;
- Spectacle métallique, 1937;
- Nuits végétales, 1938;
- Razowy epos, 1938;
- Odyseje, 1948;
- Les Murs du silence, 1956;
- Przyszłość nieotwarta, 1959;
- 18 coplas, 1959;
- Science fiction, 1964;
- Wybór poezji, 1966;
- Erotyki, 1969;
- Poezje wybrane, 1970;
- Spotkanie rzeczy ostatecznych, 1970;
- Styczeń, 1970;
- Nowa kosmogonia, 1972;
- Lettres en souffrance, 1972;
- Déplacement du paysage, 1973;
- Poezje, 1973;
- Paryż po latach, 1977;
- Wiersze wybrane, 1980;
- Wiersze awangardowe, 1981.

### Proza

#### Powieści
- Psychoanalityk w podróży, 1929;
- Bankructwo prof. Muellera, 1931;
- Start, 1959;
- Dwudziestu czterech kochanków Perdity Loost, (powst. 1939) 1961;
- Międzywojnie, 1982.

#### Opowiadania
- Wyprawa do miasteczka, 1966;
- Buty No 138, 1978.

### Studia i szkice
- Życie w czasie, 1931;
- Poezja integralna, 1933;
- Awangarda, 1958;
- W Krakowie i w Paryżu (wspomnienia i szkice), 1968;
- Szkice literackie i artystyczne 1925–1970, 1978.

### Dramat
- Dziurek w Elsynorze (młodzieńcza sztuka), 1970 (Dialog nr 12).

## Opracowania
- J. Sławiński: „O poezji Jana Brzękowskiego”. „Twórczość” 1961, nr 9.
- A.K. Waśkiewicz: „Proza Brzękowskiego”. „Twórczość” 1967, nr 12.
- T. Kłak: „Filmowa powieść Jana Brzękowskiego”. W: „Katastrofizm i awangarda”. Katowice 1979.
- P. Majerski: „Boczny tor awangardowego eksperymentu. O powieściach Jana Brzękowskiego”. „Ruch Literacki” 1999, z. 6.
- Literatura polska XX wieku. Przewodnik encyklopedyczny. Tom 1 wyd. PWN, Warszawa 2000
- U. Klatka: Wyobraźnia w czasie. O poezji Jana Brzękowskiego. Kraków 2012.

## Inne
Jedna z ulic w Nowym Wiśniczu nosi nazwę Jana Brzękowskiego. Jego imieniem została również nazwana Miejska Biblioteka Publiczna w Nowym Wiśniczu.